# Chorvátsky Grob
Chorvátsky Grob (bis 1948 slowakisch „Horvatský Grob“; deutsch Kroatisch-Eisgrub, ungarisch Horvátgurab, kroatisch Hrvatski Grob) ist eine Gemeinde in der Slowakei mit 7885 Einwohnern (Stand 31. Dezember 2024) und ein Vorort von Bratislava.

## Geographie

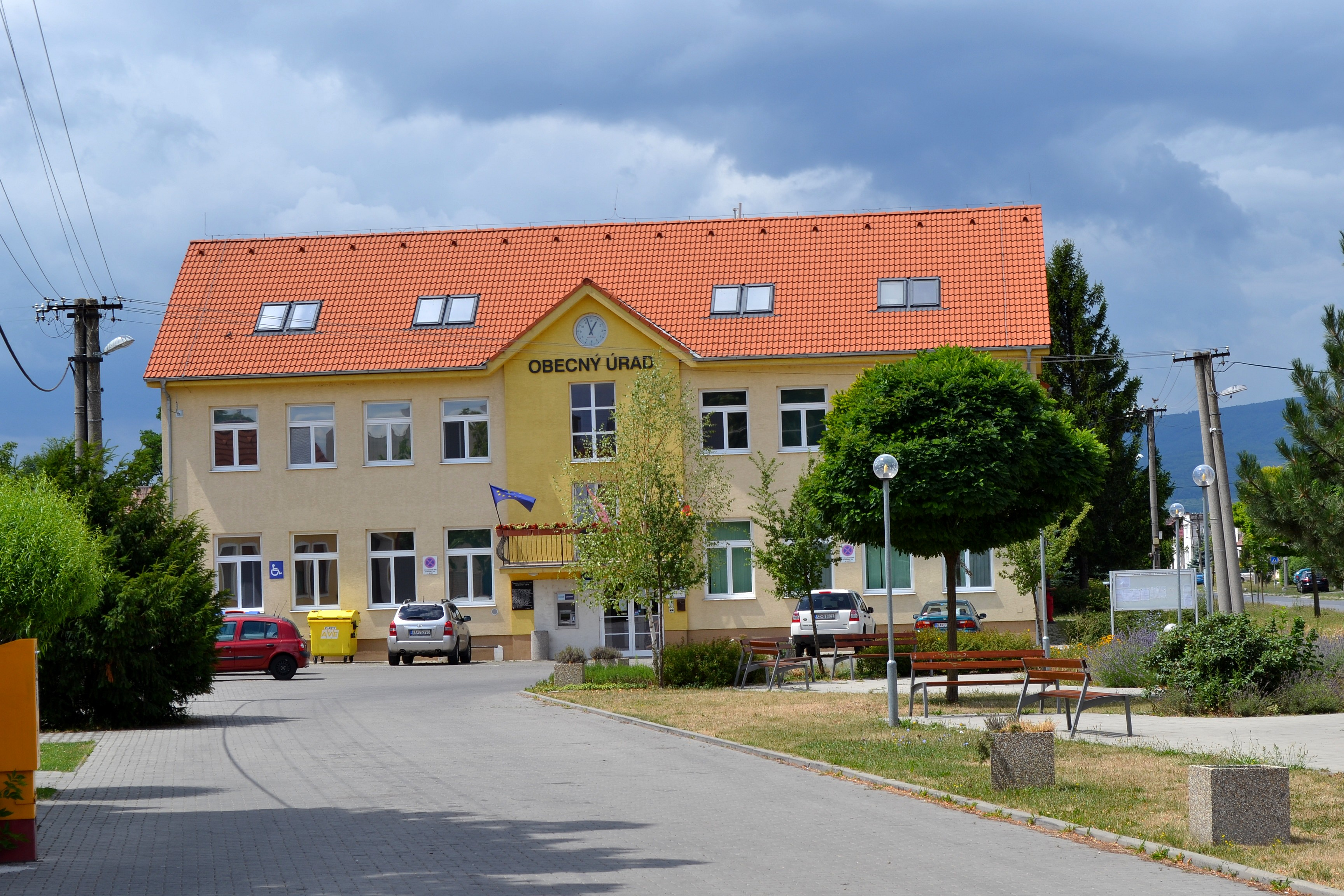
Gebäude des Gemeindeamtes

Die Gemeinde befindet sich im slowakischen Donautiefland, begrenzt im Westen und Nordwesten durch das Feuchtgebiet Šúr und zugleich durch den Verlauf des Flüsschens Čierna voda. Die höchste Erhebung ist die Šalaperská hora östlich des Hauptortes mit 174 m n.m. Das Ortszentrum liegt auf einer Höhe von 140 m n.m. und ist 11 Kilometer von Senec sowie etwa 15 Kilometer (Ortsteil Čierna Voda) beziehungsweise 18 Kilometer (Hauptort) vom Stadtzentrum Bratislavas entfernt.
Neben dem Hauptort werden zum Gemeindegebiet auch Čierna Voda (deutsch Schwarzwasser) und der Landwirtschaftshof Triblavina gezählt.
Nachbargemeinden sind Slovenský Grob im Norden, Veľký Biel im Osten, Bernolákovo im Süden, Ivanka pri Dunaji im Südwesten, Bratislava (Stadtteil Vajnory) im Westen und Svätý Jur im Nordwesten.

## Geschichte

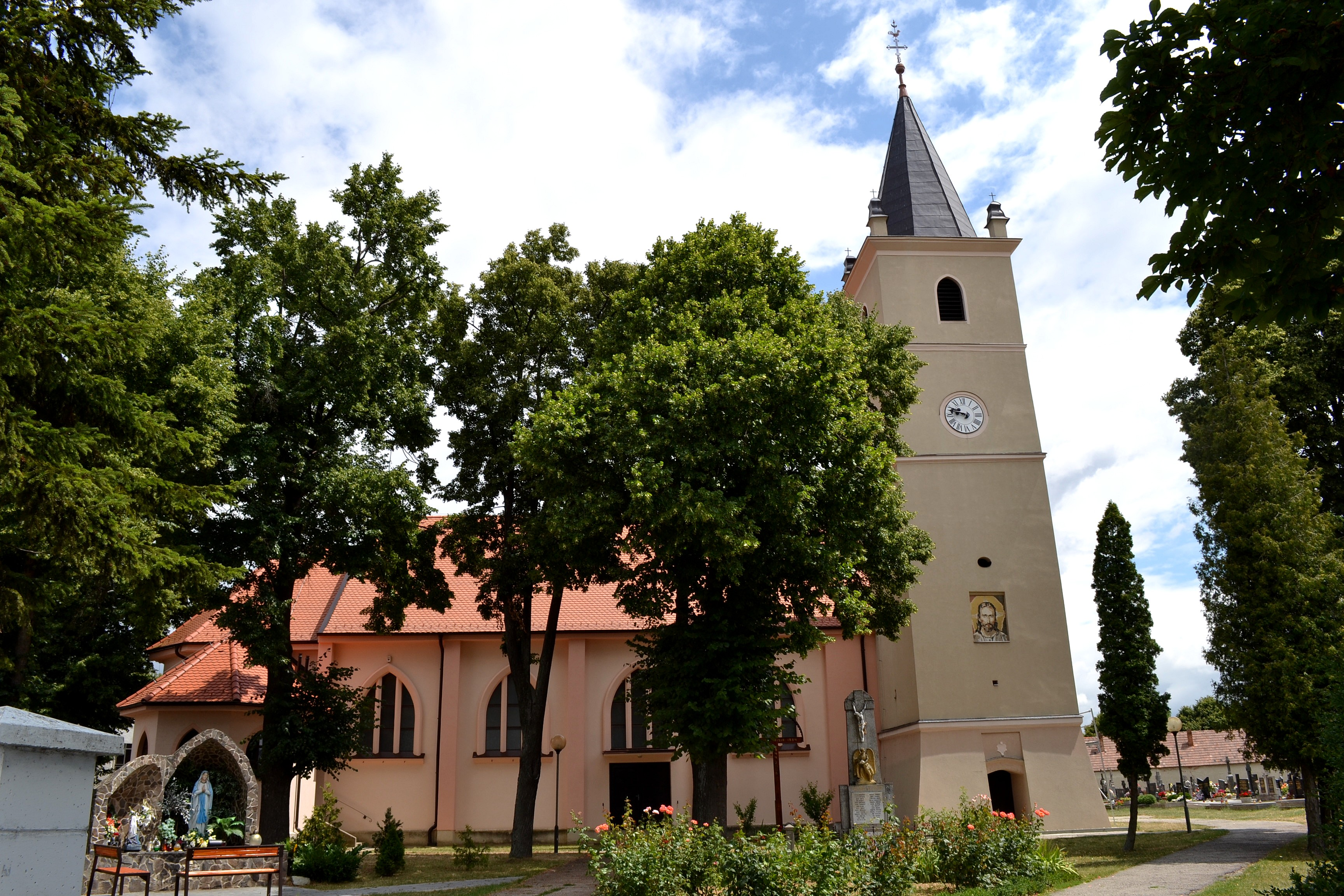
Westansicht der Dorfkirche

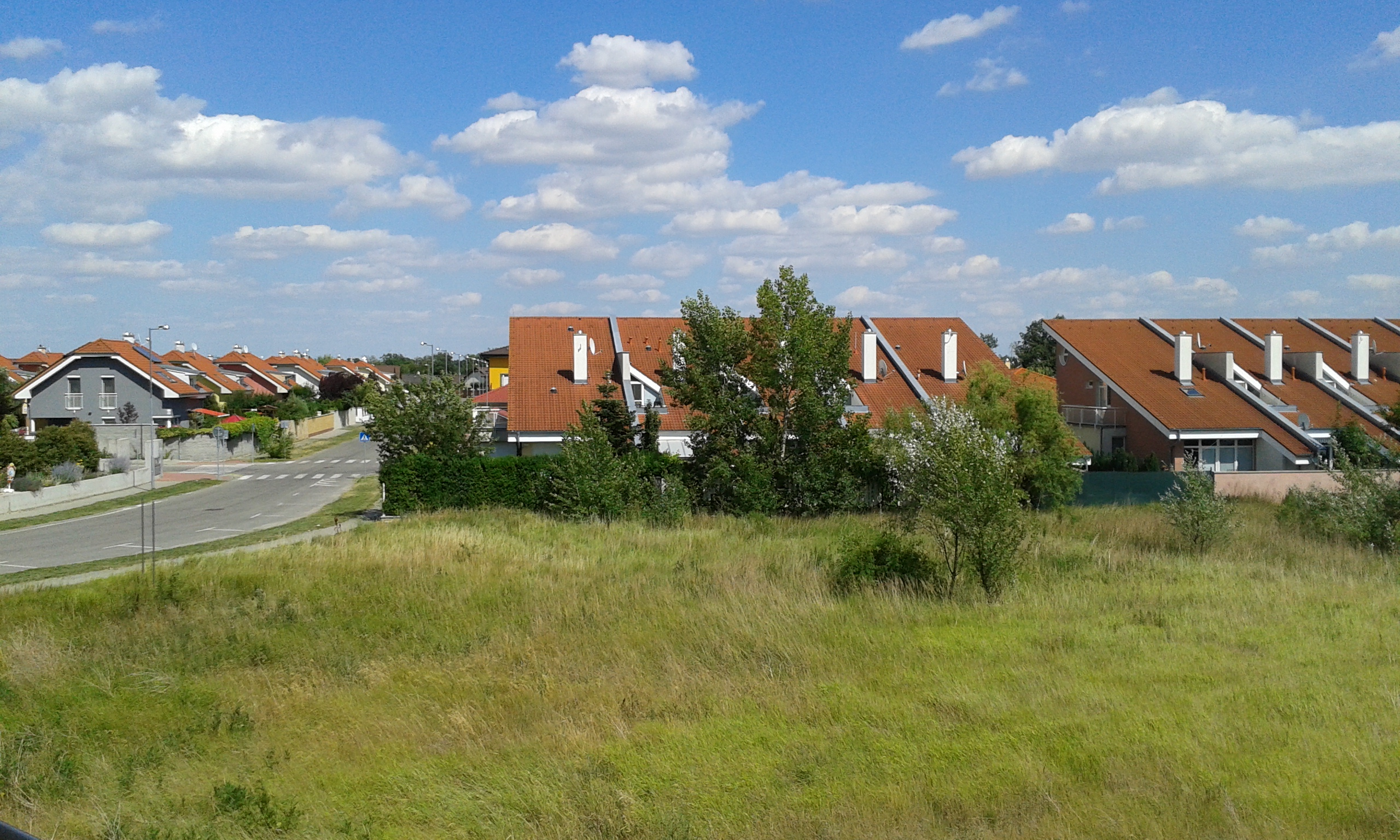
Typische Straße im Ortsteil Čierna Voda

Chorvátsky Grob wurde 1214 zum ersten Mal als Monar erwähnt und war damals für Schmuckherstellung bekannt. Nach dem Mongoleneinfall im Jahr 1241 wanderte ein Teil der Bevölkerung aus und Monar war im 14. Jahrhundert kaum bewohnt. Ein Teil der verlassenen Höfe wurde von deutschen „Gästen“ genommen; aus dieser Zeit ist der Name Aysgruab überliefert.
Die namensgebenden Kroaten kamen gegen 1550 aus dem Gebiet zwischen Sisak und Hrvatska Kostajnica, da sie vor den Truppen des expandierenden Osmanischen Reiches flohen. Zum Beispiel ließ der Graf Illésházy kroatische Kolonisten niederlassen. Die eingewanderten Einwohner waren als Landwirte und Winzer beschäftigt, andererseits waren sie auch Holzhauer, Maler und Sticker. Die kroatische Sprache hat bis zum 20. Jahrhundert dominiert.
Bei der Volkszählung von 2001 erklärten sich allerdings nur 10 von 1587 Einwohnern als Kroaten, jedoch 1546 als Slowaken. Seit dem Jahr 2000 verzeichnet die Gemeinde ein rasches Bevölkerungswachstum. Der Hauptteil davon entfällt auf zahlreiche Wohnhausneubauten, insbesondere im Ortsteil Čierna Voda, somit wird Chorvátsky Grob zur Vorstadtgemeinde von Bratislava.
Die Gemeinde Chorvátsky Grob wird als Beispiel einer unregulierten Suburbanisierung im Großraum Bratislava angegeben. Bestand der Ortsteil Čierna Voda bis etwa 2000 praktisch nur aus einem Landwirtschaftshof, führte der rasche Ausbau von Wohnhausprojekten dazu, dass die Einwohnerzahl von Čierna Voda seit 2010 die des ursprünglichen Dorfes übersteigt. Allerdings wurde die Infrastruktur (wie z. B. Kläranlagen) kaum angepasst und von Investoren wurden Infrastrukturausgaben auch dank freizügiger Behandlung seitens der Gemeindeverwaltung nur auf das Notwendigste begrenzt, weiter sorgen mangelhafte Anbindungen an den öffentlichen Verkehr, ungenügende Möglichkeiten für Fuß- und Radverkehr und dynamischer Lebensstil der Zuzügler für die Nutzung von Pkws auch für Bewegungen innerhalb der Gemeinde. 2019 schätzte die Gemeinde, dass etwa 3000–4000 Einwohner den offiziellen Wohnsitz nicht in Chorvátsky Grob haben.

## Bevölkerung
| Jahr                | 1994 | 2004     | 2014      | 2024     |
| ------------------- | ---- | -------- | --------- | -------- |
| Anzahl der Personen | 1518 | 1787     | 4794      | 7885     |
| Unterschied         |      | +17,72 % | +168,27 % | +64,47 % |

| Jahr                | 2023 | 2024    |
| ------------------- | ---- | ------- |
| Anzahl der Personen | 7690 | 7885    |
| Unterschied         |      | +2,53 % |

Nach der Volkszählung 2011 wohnten in Chorvátsky Grob 3789 Einwohner, davon 3526 Slowaken, 34 Magyaren, 31 Kroaten, 26 Tschechen, acht Deutsche und fünf Polen. 38 Einwohner gaben eine andere Ethnie an und 121 Einwohner machten keine Angabe zur Ethnie.
2327 Einwohner bekannten sich zur römisch-katholischen Kirche, 122 Einwohner zur Evangelischen Kirche A. B., 24 Einwohner zur griechisch-katholischen Kirche, 15 Einwohner zur orthodoxen Kirche, 14 Einwohner zur reformierten Kirche, 10 Einwohner zur Brüderkirche, jeweils neun Einwohner zu den Baptisten und zu den christlichen Gemeinden und fünf Einwohner zu den Zeugen Jehovas; insgesamt 45 Einwohner bekannten sich zu einer anderen Konfession. 945 Einwohner waren konfessionslos und bei 264 Einwohnern wurde die Konfession nicht ermittelt.

## Bauwerke und Denkmäler
- römisch-katholische Kirche aus dem Jahr 1589
- Kapelle aus dem 17. Jahrhundert.

## Söhne und Töchter der Gemeinde
- Ferdinand Takáč (1920–2013), slowakischer Priester und Schriftsteller kroatischer Herkunft